# Forças Ruandesas de Defesa

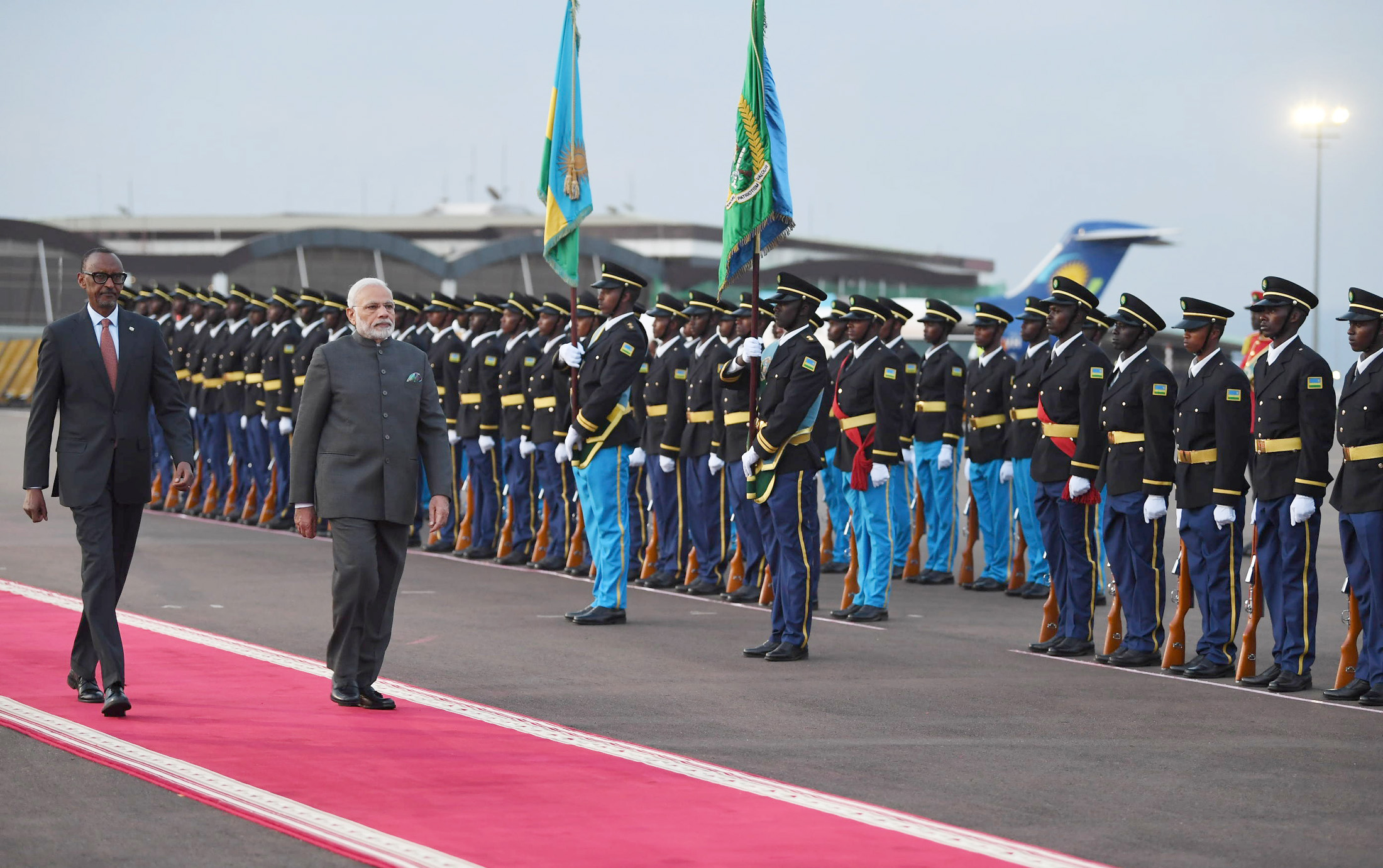
Soldados da Guarda de Honra ruandesa

As Forças Ruandesas de Defesa ou Força de Defesa de Ruanda (quiniaruanda:  Ingabo z'u Rwanda, em francês:  Forces rwandaises de défense, em suaíli:  Nguvu ya Ulinzi ya Watu wa Rwanda) é o exército nacional de Ruanda. As forças armadas do país foram anteriormente conhecidas como Forças Armadas Ruandesas (FAR), mas após a Guerra Civil de Ruanda de 1990-1994, a vitoriosa Frente Patriótica Ruandesa (Inkotanyi) criou uma nova organização e a nomeou Exército Patriótico de Ruanda (EPR). Mais tarde, foi renomeado com seu nome atual.
As Forças Ruandesas de Defesa compreendem:
- Conselho de Alto Comando;
- Estado-Maior;
- Força Terrestre de Ruanda;
- Força Aérea de Ruanda;
- Unidades individuais;

A missão das Forças Ruandesas de Defesa, conforme previsto na Constituição de Ruanda, é:
- defender a integridade territorial e a soberania nacional da República;
- colaborar com outros órgãos de segurança na salvaguarda da ordem pública e no cumprimento da lei;
- participar de atividades humanitárias em caso de desastres;
- contribuir para o desenvolvimento do país.

Os gastos com defesa continuam a representar uma parcela importante do orçamento nacional, em grande parte devido aos contínuos problemas de segurança ao longo das fronteiras de Ruanda com a República Democrática do Congo e o Burundi, e preocupações persistentes sobre as intenções de Uganda em relação a seu antigo aliado.
As Forças Ruandesas de Defesa são regularmente implantadas em missões internacionais de manutenção da paz, assistência humanitária e treinamento na África. Ruanda é atualmente um dos maiores contribuintes de pessoal em missões das Nações Unidas.

## Operações

### Envolvimento na Segunda Guerra do Congo
Por volta de 2000, durante a Segunda Guerra do Congo, o Exército Patriótico de Ruanda admitiu não oficialmente ter de 4.000 a 8.000 soldados desdobrados no Congo, de acordo com a Economist Intelligence Unit, mas isso foi considerado um eufemismo substancial. O International Crisis Group estimou que o Exército Patriótico de Ruanda tinha entre 17.000 e 25.000 soldados implantados no Congo. Em abril de 2001, um relatório das Nações Unidas sobre a exploração do Congo, informou que o Exército Patriótico de Ruanda tinha no mínimo 25.000 soldados no Congo, uma estimativa que o relatório atribui a "especialistas militares com grande experiência na região". Durante a intervenção na República Democrática do Congo, as forças ruandesas lutaram na chamada "Guerra dos Seis Dias" contra as forças de Uganda pela cidade de Kisangani.
Em 17 de setembro de 2002, os primeiros soldados ruandeses foram retirados do leste da República Democrática do Congo. Em 5 de outubro, Ruanda anunciou a conclusão de sua retirada; a MONUC confirmou a partida de mais de 20.000 soldados ruandeses.

### Insurgências em curso
Há uma insurgência de baixo nível em andamento dos rebeldes ruandeses baseados na República Democrática do Congo, principalmente as Forças Democráticas pela Libertação de Ruanda (FDLR). Durante o início de 2009, o Exército Patriótico de Ruanda operou no leste da República Democrática do Congo contra os rebeldes das FDLR em operações conjuntas com as Forças Armadas da República Democrática do Congo. A implantação de tropas de 2009 recebeu o codinome de Operação Umoja Wetu. Essas operações no território congolês não impediram ataques transfronteiriços dentro de Ruanda durante o final de 2012, agosto de 2013, dezembro de 2018 e dezembro de 2019.
Também houve um pequeno número de ataques no sul de Ruanda por rebeldes baseados no Burundi. Esses ataques são geralmente atribuídos às Forças Nacionais de Libertação (FNL). As Forças Nacionais de Libertação são o braço armado de um partido de oposição de base externa: o Movimento Ruandês para a Mudança Democrática (MRCD), que foi formado por Paul Rusesabagina e Callixte Nsabimana. Rusesabagina é considerado como um herói durante o genocídio ruandês de 1994 e suas ações são retratadas no filme de Hollywood 'Hotel Rwanda'. Rusesabagina e Nsabimana foram sequestrados e levados de avião para Kigali, onde foram presos, em setembro de 2020, para serem levados a julgamento. As incursões no sul de Ruanda por membros armados das FNL ocorreram em 2018 e 2019 e, mais recentemente, em 27 de junho de 2020 e 23 de maio de 2021.
O Congresso Nacional de Ruanda é outro grupo de oposição relatado pelo governo de Kigali como realizando ataques em Ruanda. Isso inclui a responsabilidade por ataques com granadas em Ruanda entre 2010 e 2014, que mataram pelo menos 17 pessoas e feriram mais de 400 outras.